# 알렉산다르 페트로비치 (1983년생 축구 선수)
알렉산다르 페트로비치(세르비아어: Александар Петровић / Aleksandar Petrović, 1983년 3월 22일 ~ )는 세르비아의 축구 선수로 포지션은 측면 수비수이다. 2008년부터 2009년까지 K리그에서 뛰었으며 등록명은 알렉산더였다.